# Мінковце
Мінковце (пол. Minkowce) — село в Польщі, у гміні Шудзялово Сокульського повіту Підляського воєводства.
Населення — 159 осіб (2011).
У 1975-1998 роках село належало до Білостоцького воєводства.

## Демографія
Демографічна структура станом на 31 березня 2011 року:
|          | Загалом | Допрацездатний вік | Працездатний вік | Постпрацездатний вік |
| -------- | ------- | ------------------ | ---------------- | -------------------- |
| Чоловіки | 82      | 9                  | 55               | 18                   |
| Жінки    | 77      | 15                 | 27               | 35                   |
| Разом    | 159     | 24                 | 82               | 53                   |